# Бессолов, Аслан-Бек Темболович
Аслан-Бек Темболович Бессолов (4 июня 1912 года, Терская область — 1967 год) — организатор и руководитель добычи бурого угля в Подмосковном угольном бассейне. Управляющий трестом «Красноармейскуголь» комбината «Москвоуголь» Министерства угольной промышленности СССР, Тульская область. Герой Социалистического Труда (1957).

## Биография
Родился в 1912 году в крестьянской осетинской семье в Терской области. После получения высшего образования трудился с 1930 года главным инженером на шахте № 12 в Донском районе Московской области, заведующим шахтой № 17 треста «Болоховтрест» комбината «Москвоуголь», начальником шахты № 20 треста «Красноармейскуголь» Болоховского района. С 1946 года — управляющий трестом «Донскойуголь» в городе Донской Тульской области.
Указом Президиума Верховного Совета СССР от 26 апреля 1957 года «за выдающиеся успехи, достигнутые в деле развития угольной промышленности в годы пятой пятилетки и в 1956 году» удостоен звания Героя Социалистического Труда с вручением ордена Ленина и золотой медали «Серп и Молот».
С конца 1950-х годов — управляющий трестом «Красноармейскуголь» в городе Донской.
После выхода на пенсию проживал в городе Донской. Скончался в 1967 году.
Семья
Сын — Владимир Асланбекович Бессолов — начальник строительного управления «Бамтоннельстрой». Герой Социалистического Труда.

## Награды
- Герой Социалистического Труда
- Орден Ленина
- Орден Трудового Красного Знамени — дважды (20.10.1943; 28.08.1954)
- Орден «Знак Почёта» (17.02.1939)
- Медаль «За трудовую доблесть» (28.10.1949)
- Медаль «За трудовое отличие» (04.09.1948)